# Мадиран
Мадира́н (фр. и окс. Madiran) — коммуна во Франции, находится в регионе Юг — Пиренеи. Центр аппеллясьона высшего уровня (AOC), который специализируется на красных винах из винограда сорта таннат.
Департамент — Верхние Пиренеи. Входит в состав кантона Кастельно-Ривьер-Бас. Округ коммуны — Тарб. 

## География
Коммуна расположена приблизительно в 640 км к югу от Парижа, в 120 км западнее Тулузы, в 12 км к северу от Тарба.
По территории коммуны протекает река Бергон.

## Климат
Климат умеренно-океанический с солнечной тёплой погодой и обильными осадками на протяжении практически всего года.

## Население
Население коммуны на 2010 год составляло 449 человек.
| 1962 | 1968 | 1975 | 1982 | 1990 | 1999 | 2010 |
| ---- | ---- | ---- | ---- | ---- | ---- | ---- |
| 582  | 556  | 554  | 598  | 553  | 536  | 449  |

## Администрация
| Период | Период | Фамилия       | Партия                   | Примечания               |
| ------ | ------ | ------------- | ------------------------ | ------------------------ |
| 2001   | 2014   | Франсис Дютур | Радикальная левая партия | член генерального совета |
| 2014   | 2020   | Ален Кассу    |                          |                          |

## Экономика
В 2010 году среди 270 человек трудоспособного возраста (15-64 лет) 189 были экономически активными, 81 — неактивными (показатель активности — 70,0 %, в 1999 году было 71,5 %). Из 189 активных жителей работали 181 человек (109 мужчин и 72 женщины), безработных было 8 (2 мужчин и 6 женщин). Среди 81 неактивных 12 человек были учениками или студентами, 48 — пенсионерами, 21 были неактивными по другим причинам.

## Достопримечательности
- Бенедиктинский монастырь (XI век)
- Церковь Св. Марии (XI век). Исторический памятник с 1996 года[4]

## Города-побратимы
- Бадаран (Испания)

## Фотогалерея

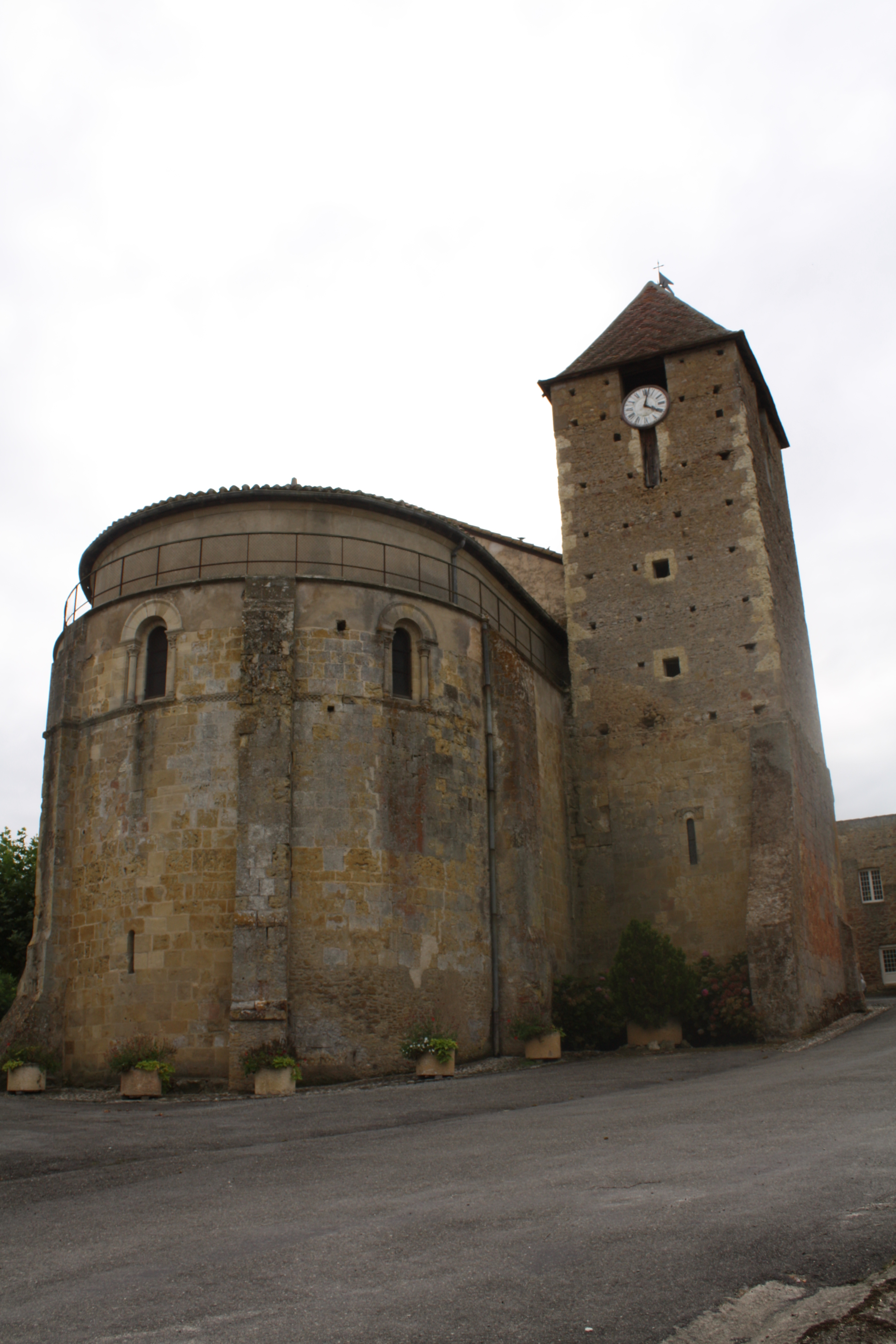
Церковь Св. Марии
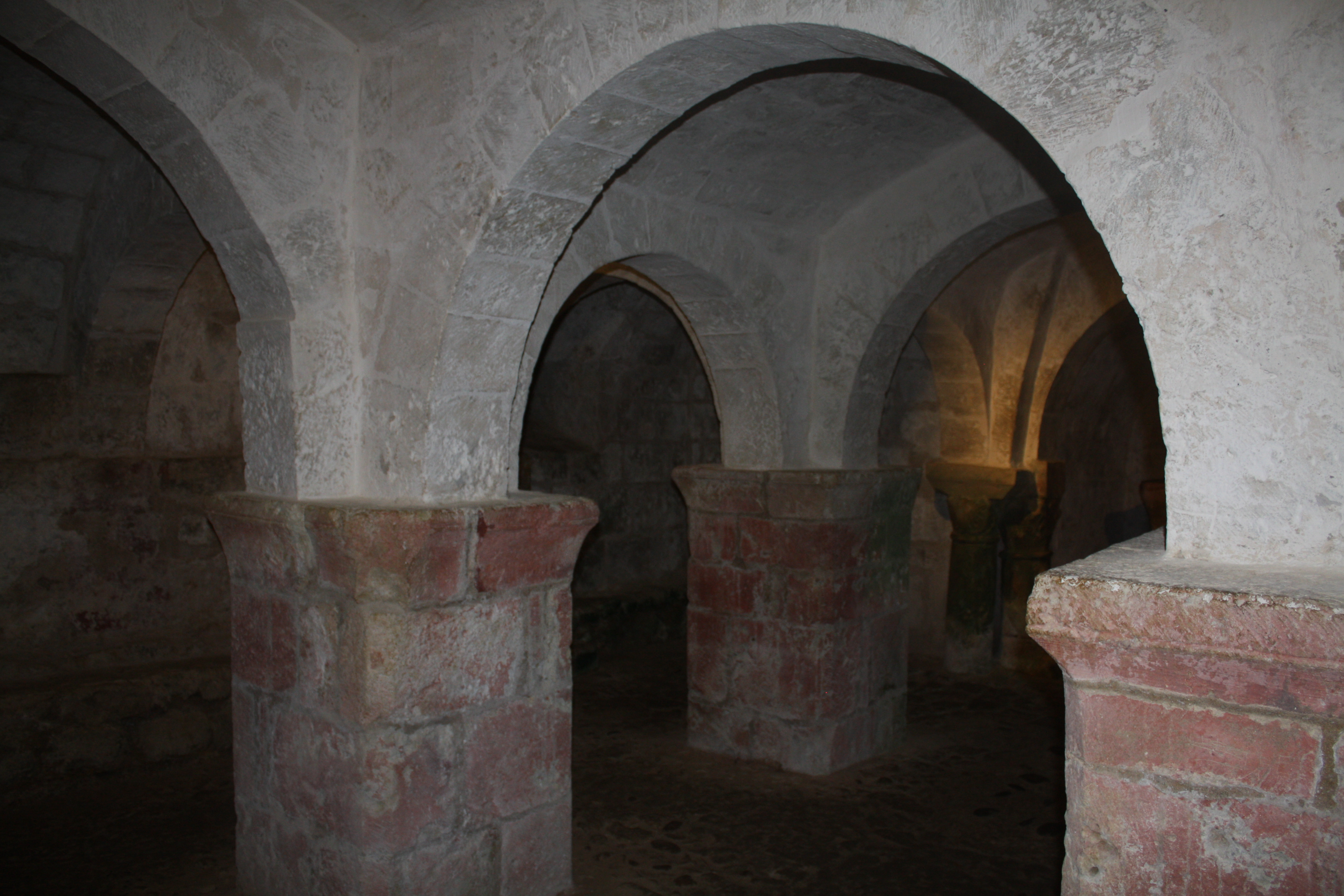
Крипта церкви Св. Марии
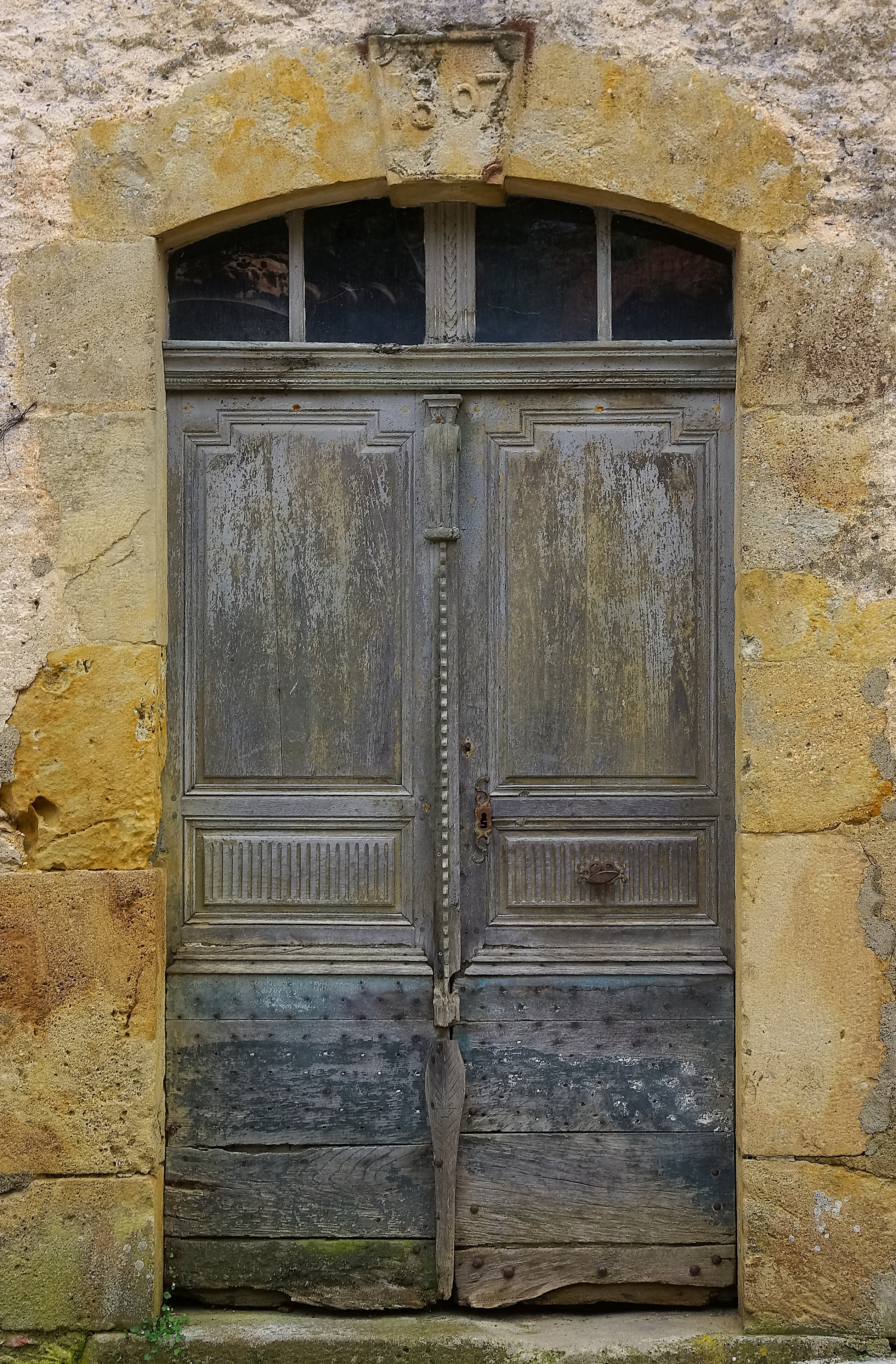
Дверь XIX века
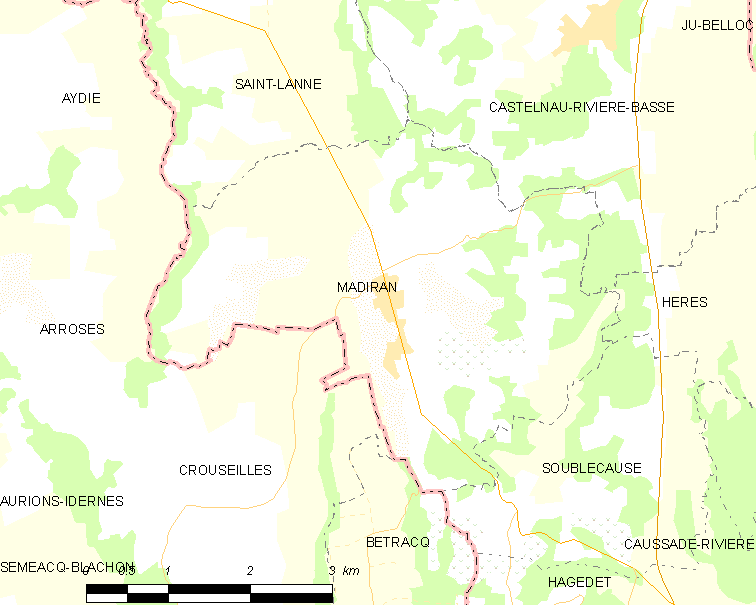
Карта коммуны